# Xã Brighton, Quận Cass, Iowa
Xã Brighton (tiếng Anh: Brighton Township) là một xã thuộc quận Cass, tiểu bang Iowa, Hoa Kỳ. Năm 2010, dân số của xã này là 327 người.